# Ah Fei
Pour plus de détails, voir Fiche technique et Distribution.
Ah Fei (油麻菜籽, Yóu má cài zǐ) est un film taïwanais réalisé par Wan Jen, sorti en 1983.

## Fiche technique
- Titre original : 油麻菜籽, Yóu má cài zǐ
- Titre français : Ah Fei
- Réalisation : Wan Jen
- Scénario : Hou Hsiao-hsien et Liao Hui-ying
- Photographie : Lin Tsan-ting
- Montage : Liao Ching-song
- Musique : Lee Tsung-sheng
- Pays d'origine : Taïwan
- Format : Couleurs - 35 mm - 1,85:1 - Mono
- Genre : drame
- Durée : 115 minutes
- Date de sortie : 1983

## Distribution
- Chiu-Yen Chen :
- I-Chen Ko :
- Ming-Ming Su :